# 张泽熙
张泽熙（1955年10月—），汉族，籍貫台湾台北，生于浙江杭州，中华人民共和国政治人物，台盟中央副主席、浙江省委主委，全国台联副会长、浙江省台联会长，浙江省政协副主席，第十三届全国政协常务委员。

## 生平
张泽熙是台湾民主自治同盟盟员。2008年，当选第十一届全国政协常务委员，代表台湾民主自治同盟，分入第十三组。2013年1月，当选为浙江省政协副主席。2018年1月，当选第十三届全国政协常务委员。2022年1月，辞去省政协副主席职务。